# 1916-os magyar atlétikai bajnokság
Az 1916-os magyar atlétikai bajnokságon – amely a 21. bajnokság volt, áttértek a méteres, kilométeres távokra. Visszakerült a két mezei futás szám, ismét tizenötre változott a versenyek száma.

## Eredmények

### Férfiak
| Versenyszám        | Arany                                                                                   | Arany   | Ezüst                         | Ezüst   | Bronz                 | Bronz   |
| ------------------ | --------------------------------------------------------------------------------------- | ------- | ----------------------------- | ------- | --------------------- | ------- |
| 100 m              | Krepuska Géza Magyar AC                                                                 | 11,6    | Sándy Ferenc Magyar AC        |         |                       |         |
| 200 m              | Krepuska Géza Magyar AC                                                                 | 24,0    | Sándy Ferenc Magyar AC        |         |                       |         |
| 400 m              | Szerelemhegyi Ervin Magyar AC                                                           | 53,0    | Fedák Béla BSE                |         | Seres Imre MTK        |         |
| 800 m              | Bognár József MTE                                                                       | 2:06,8  | Szerelemhegyi Ervin Magyar AC |         |                       |         |
| 1500 m             | Fonyó Márton MTE                                                                        | 4:32,0  | Pischinger Nándor BSE         |         |                       |         |
| 5000 m             | Kaiser János MTE                                                                        | 17:13,6 | Nánai Ármin MTE               |         | Kramer Adolf MTE      |         |
| mezei futás        | Grósz István FTC                                                                        | 50:01,0 | Pálföldy Pál Magyar AC        |         | Lovas Antal Magyar AC |         |
| mezei futás csapat | Ferencvárosi TC Grósz István Englohner Ferenc Ehrlich Ferenc Gerőfi Ferenc Szabó Sándor | 41      | Magyar AC                     | 42      | MTE                   | 42      |
| 110 m gát          | Solymár Károly FTC                                                                      | 17,0    |                               |         |                       |         |
| magasugrás         | Brausz Mihály FTC                                                                       | 170 cm  | Szeles Pál Magyar AC          | 170 cm  | Solymár Károly FTC    | 165 cm  |
| távolugrás         | Hadházy Dezső DTE                                                                       | 634 cm  | Jelen Lajos ESC               | 585 cm  | Barna Jenő Magyar AC  | 584 cm  |
| rúdugrás           | Hadházy Dezső DTE                                                                       | 330 cm  | Brausz Mihály FTC             | 300 cm  | Barna Jenő Magyar AC  | 280 cm  |
| súlylökés          | Mudin Imre Magyar AC                                                                    | 12,52 m | Farkas Dezső MTK              | 12,00 m | Molnár Béla Győri ETO | 11,79 m |
| diszkoszvetés      | Mudin Imre Magyar AC                                                                    | 39,25 m | Molnár Béla Győri ETO         | 38,40 m | Farkas Dezső MTK      | 35,85 m |
| gerelyhajítás      | Mudin Imre Magyar AC                                                                    | 43,38 m | Oltay Géza Magyar AC          | 39,30 m |                       |         |